# 71-409
71-409 (согласно Единой системе нумерации) — пассажирский односторонний четырёхосный низкопольный трёхсекционный сочленённый трамвайный вагон производства ОАО «Уралтрансмаш». Является первым произведённым в России трамваем с низким уровнем пола по всей длине салона.

## История создания и эксплуатации
Первый вагон серии 71-409 был построен в октябре 2011 года. В конце лета 2012 года вагон был перекрашен в сине-зелёные цвета и отправлен в Екатеринбург для прохождения испытаний, получив номер 991. В ходе первого этапа пробеговых испытаний новый вагон модели 71-409 проехал по улицам Екатеринбурга порядка 400 километров, после чего был возвращён на Уралтрансмаш для доработок и перекраски, на этот раз — в стандартные цвета (красный и белый). Один из наиболее критичных недостатков состоял в том, что вагон не мог проходить кривые малого радиуса. После устранения недостатков в июне 2013 года трамвай был направлен для прохождения повторных испытаний на линиях Екатеринбурга с 20 июня 2013 года по 13 января 2014 года.
В марте 2014 года вагон был передан на испытания в Нижний Новгород, где получил номер 2016, через некоторое время начал перевозить пассажиров.
С 2015 года было начато производства трамваев 71-409-01 с изменённой конструкцией лобовой и хвостовой маски, которая стала более прямой. Первый вагон был построен в начале 2015 года, второй — в июле того же года.
Первый трамвай модели 71-409-01, окрашенный в бело-красные цвета, 25 января 2015 года поступил в Волгоград для испытаний, получив бортовой номер 2855, а с 19 февраля 2015 года начал регулярную эксплуатацию с пассажирами. Начиная со 2 сентября 2015 года вагон не работал из-за неисправностей и в июне 2016 года был отправлен на завод для ремонта.. В 2019 3 вагона поступили и эксплуатируются в Казани.
Второй трамвай той же модели, окрашенный в серые цвета, проходил испытания в Западном депо г. Екатеринбруга с 28 июля 2015 по 25 января 2016, где имел временный номер 991. После окончания испытаний трамвай был возвращён на завод и вскоре отправлен в Самару, где получил номер 1222. Испытания трамвая начались 7 апреля 2016 года, а с 26 апреля вагон начал осуществлять перевозки пассажиров на 20 маршруте.
| Государство | Город           | Система               | Тип       | Годы производства | Количество | Парковая нумерация | Комментарий | Примечания  |
| ----------- | --------------- | --------------------- | --------- | ----------------- | ---------- | ------------------ | ----------- | ----------- |
| Россия      | Нижний Новгород | Нижегородский трамвай | 71-409    | 2011              | 1          | 2016               |             |             |
| Россия      | Казань          | Казанский трамвай     | 71-409-01 | 2019              | 3          | 1403-1405          |             | маршрут № 5 |

## Общие сведения
Трамваи 71-409 и 71-409-01 предназначены для пассажирских перевозок по городским трамвайным линиям шириной колеи 1524 мм с правосторонними остановками и оборотными кольцами, электрифицированных постоянным током напряжением 550 В. Благодаря конструкции тележек без колёсных осей трамвай является низкопольным по всей длине пассажирского салона. Заявлен срок службы вагонов не менее 20 лет.

### Технические характеристики
Основные технические характеристики трамвая:
- Размеры:
  - Длина — 21 355 мм;
  - Ширина — 2500 мм;
  - Высота по кузову — 3280 мм;
  - Высота пола от уровня головки рельса — 350 мм;
  - База вагона — 11 500 мм;;
  - База тележки — 1900 мм;
  - Ширина колеи — 1524 мм;
  - Диаметр колёс — 706 мм;
- Масса порожнего вагона — 25 т;
- Вместимость:
  - Число сидячих мест — 41 для пассажиров + 1 для кондуктора;
  - Максимальная вместимость — 210 чел (при 8 чел/м2);
- Тяговые характеристики:
  - Напряжение и род тока — 550 В постоянного тока;
  - Мощность тяговых двигателей
    - номинальная — 8×30 = 240 кВт;
    - максимальная — 8×47 = 376 кВт;

  - Максимальная скорость — 75 км/ч;
  - Время разгона до 40 км/ч — 12 сек.;
  - Эксплуатационный расход электроэнергии:
    - летом — 1,24 кВт*час/км;
    - зимой — 3,22 кВт*час/км;

  - Пробег до первого капремонта — 500 тыс. км;

## Конструкция

### Кузов
Трамвай 71-409 представляет собой трёхсекционный восьмиполуосный вагон с низким полом по всей длине салона. Секции соединены между собой узлами сочленения с герметичными межсекционными переходами — «гармошками», обеспечивающими сквозной проход по салону. Тележки установлены под передней и задней секцией. Средняя секция — подвесная. Токоприёмник установлен на крыше передней секции и представляет собой асимметричный полупантограф.
Трамваи моделей 71-409 и 71-409-01 различаются между собой конструкцией лобовой и хвостовой маски в торцах вагона. Трамвай 71-409 по конструкции лобовой и хвостовой части аналогичен трамваю 71-405. Нижняя половина лобовой маски трамвая вертикальная, а верхняя на уровне лобового стекла — наклонная с плавным изгибом в верхней части. Передние фары у трамвая имеют прямоугольную форму и расположены горизонтально, каждая фара содержит внутри корпуса по три лампы — две белых для освещения и одну оранжевую для обозначения поворота. Задняя торцевая часть трамвая наклонная, оборудована вертикальными хвостовыми огнями овальной формы (по три лампы в каждом, включая красные хвостовые, поворотные оранжевые и белые при движении задним ходом) и хвостовым стеклом пассажирского салона. У трамвая 71-409-01 устанавливаются полностью вертикальные и менее обтекаемые маски лобовой и хвостовой части со стёклами увеличенной высоты. Вместо больших прямоугольных блок-фар устанавливаются четыре отдельные фары с каждой стороны в форме цифры 7, три из которых расположено под наклоном, а одна — сбоку на уровне другой верхней ближе к центру вагона. Спереди верхние световые фары ближе к центру имеет овальную вытянутую форму, а остальные три диагональные — круглую, сзади круглыми являются все четыре фары.
Боковые стенки вагона гладкие и вертикальные, в зоне лобовой и хвостовой части имеются сужения с узкими боковыми окнами. С правой стороны трамвай имеет 4 дверных проёма — 1 в передней части головной секции, 2 в средней секции и 1 в задней части хвостовой секции.. В пространстве между дверями и гармошками вагона расположены стёкла салона. Сверху над дверными проёмами установлены видеокамеры.
Двери вагона двустворчатые с шарнирно-поворотным открытием, при открытии поворачиваются внутрь на 90 градусов по бокам от прохода. Дверные створки оборудованы высокими стёклами. Передний дверной проём разделён на две части перегородкой, отделяющей кабину управления от пассажирского салона. Для входа и выхода пассажиров используется задняя половина переднего дверного проёма и три остальных, передняя створка переднего проёма при посадке и высадке пассажиров не открывается и служит для входа и выхода водителя в кабину управления. Ширина дверных проёмов составляет 1300 мм. Передней дверной проём средней секции оборудован аппарелью для въезда и выезда инвалидных колясок, детских колясок и крупногабаритных грузов.

### Тележки и тяговое оборудование
Вагон опирается на две четырёхполуосные неповоротные тележки с рессорным подвешиванием, имеющими с каждой стороны по два колёса с индивидуальным приводом на каждое. Такая конструкция ходовой части позволила отказаться от осей между левыми и правыми колёсами обеспечить низкий уровень пола в центральной части над тележками. По краям тележки в плоскости колёс размещены асинхронные тяговые электродвигатели с номинальной мощностью 30 кВт каждый. Тележки оснащены дисковыми тормозами и магниторельсовыми тормозами в середине тележки с каждой стороны.

### Интерьер

#### Пассажирский салон
Пассажирский салон состоит из трёх секций, разделённых между собой переходными площадками. Стены и потолок вагона окрашены в белый цвет, пол — в тёмно-серый с оттенками синего. На потолке вдоль салона проходят две линии светодиодных светильников. Боковые окна вагона по большей части снабжены форточками. Пол в средней секции полностью ровный и низкий, в передней и средней секции имеет возвышения трапецевидной формы над тележками с дополнительными выступающими площадками по бокам от прохода. Переходы между секциями внутри салона имеют сужающиеся наклоны по бокам внизу, переходные площадки на уровне пола металлические и поворачиваются относительно передних и задних секций. Отопление салона в холодное время года осуществляется за счёт электрокалориферов.
В салоне трамвая имеется 42 места для сидения, одно из которых предназначено для кондуктора. Часть сидений ориентирована вдоль направления движения продольно по бокам от центрально прохода по схеме 2+1, часть — поперечно лицом к центральному проходу. Сиденья имеют антивандальную полужёсткую конструкцию с мягкой обивкой спинки и сидушки и могут различаться по исполнению: у трамвая 71-409 мягкие сидушки и спинки занимают только часть площади сиденья, а у 71-409-01 они закрывают её практически целиком. Сиденья над тележками находятся на специальных ступеньках-возвышениях по 4 с каждой стороны лицом к проходу, на которые ставятся ноги пассажиров, в остальные случаях ноги сидячих пассажиров размещаются на уровне основной низкой части пола. Сиденья размещены следующим образом:
- 15 в передней секции — одно слева за кабиной водителя лицом назад, два слева и одно справа перед тележкой лицом вперёд, по четыре над тележкой на возвышениях лицом к центру, два слева и одно справа за тележкой лицом назад;
- 9 в средней секции — слева три ряда по два сиденья лицом вперёд и одно место кондуктора позади них лицом к центру, справа между дверями два сиденья лицом к центру;
- 18 в задней секции — два слева и одно справа перед тележкой лицом вперёд, по четыре над тележкой на возвышениях лицом к центру, два слева и одно справа за тележкой лицом назад, четыре слева лицом к центру напротив задней двери.

В зоне передней двери средней секции имеется широкая площадка для возможности размещения инвалидных или детских колясок и различных крупногабаритных грузов. Въезд в переднюю дверь средней секции оборудован откидной аппарелью. Напротив двери задней секции также имеется накопительная площадка.
Полная вместимость салона при плотности 8 чел/м2 составляет 210 человек.

#### Кабина управления
Кабина водителя расположена в головной части передней секции и отделена от пассажирского салона перегородкой со сдвижной дверью, запираемой со стороны водителя на замок. Для выхода водителя из вагона используется передняя створка передней двери, запираемая изнутри и снаружи. Пол в кабине, за исключением площадки перед входной створкой в виде ступеньки, имеет большую высоту по сравнению с салоном. По центру кабины в передней части расположен пульт управления, а напротив него — мягкое воротное кресло водителя с регулированием высоты и наклона спинки.
Пульт управления вагоном со стороны водителя имеет скруглённый край и состоит из трёх основных панелей. Органы управления трамваем идентичны модели 405-11. Центральная панель состоит из горизонтальной и наклонной плоскостей, левая и правая — из одной наклонной плоскости. На левой панели размещена большая часть переключателей и замок выключателя управления, на центральной — цветные дисплеи, мониторы и некоторые переключатели на горизонтальной части, на правой — радиостанция и кнопка аварийной остановки. По центру наклонной части центральной панели расположен сенсорный цветной дисплей системы управления и диагностики, отображающий параметры движения трамвая и состояние его отдельных систем, а также ведёт учёт пробега и расхода электроэнергии. С левой и с правой стороны от него расположено по 5 круглых кнопок, размещённых друг над другом, и два дисплея системы видеонаблюдения, передающие изображения с наружных и салонных камер (4 наддверных, 3 салонных, одна задняя по левому борту и одна передняя). Под пультом управления размещены три ножные педали для управления ускорением и торможением вагона.

## Эксплуатирующие города
- Нижний Новгород — трамвай 71-409.13 октября 2024 года отставлен от работы и вероятнее всего будет порезан на металлолом.
- Самара — первый трамвай 71-409-01.
- Волгоград — первый трамвай 71-409-01 (в 2016 году — возвращён на завод).
- Екатеринбург — первый трамвай 71-409-01 (в 2016 году — возвращён на завод).
- Самара — второй трамвай 71-409-01 (в 2016 году — возвращён на завод).
- Казань — первый, второй и третий трамваи 71-409-01. Выкуплены в 2019 году.